# هيبت الحلبوسي
هيبت حمد عباس الحلبوسي الدليمي هو سياسي عراقي من مواليد عام 1980 حاصل على شهادتي البكالوريوس والماجستير في العلوم السياسية من الجامعة المستنصرية في بغداد. تولى منصب رئيس لجنة النفط والطاقة في مجلس النواب العراقي خلال الدورتين الرابعة والخامسة حيث كان له دور بارز في تشريع السياسات ومراقبة الاداء في قطاعات النفط والطاقة. يعد الحلبوسي من القيادات المؤسسة لحزب تقدم ويعتبر من الشخصيات المؤثرة في الساحة السياسية العراقية.

## نقد
تعرض هيبت الحلبوسي لنقد عبر وسائل التواصل الاجتماعي بعدما هدد ناشط عراقي يُدعى بكر الدحام بسبب انتقاده لسوء الخدمات والكهرباء في المُحافظة. وتصدر هاشتاق عبر وسائل الاجتماعي باسم #الحلبوسي_يقمعنا. وتفاعل عدد من النُشطاء والصحفيين العراقيين مع الحدث، حيثُ علّقت الصحفية نور القيسي عبر تغريدة وقالت «الحلبوسيان يقبضان على #الانبار ومن فيها بيد من حديد ونار. السجن وتهمة 4 ارهاب والتهجير من المدينة جزاء كل انباري يجرؤ على انتقاد الخدمات او الشكوى من البطالة او تسريب صورة عن كذبة الاعمار، الشيخ بكر الدحام انتقد سوء خدمة الكهرباء، ليتصل به هيبت الحلبوسي ويهدده بالقتل»